# کانه کورسو

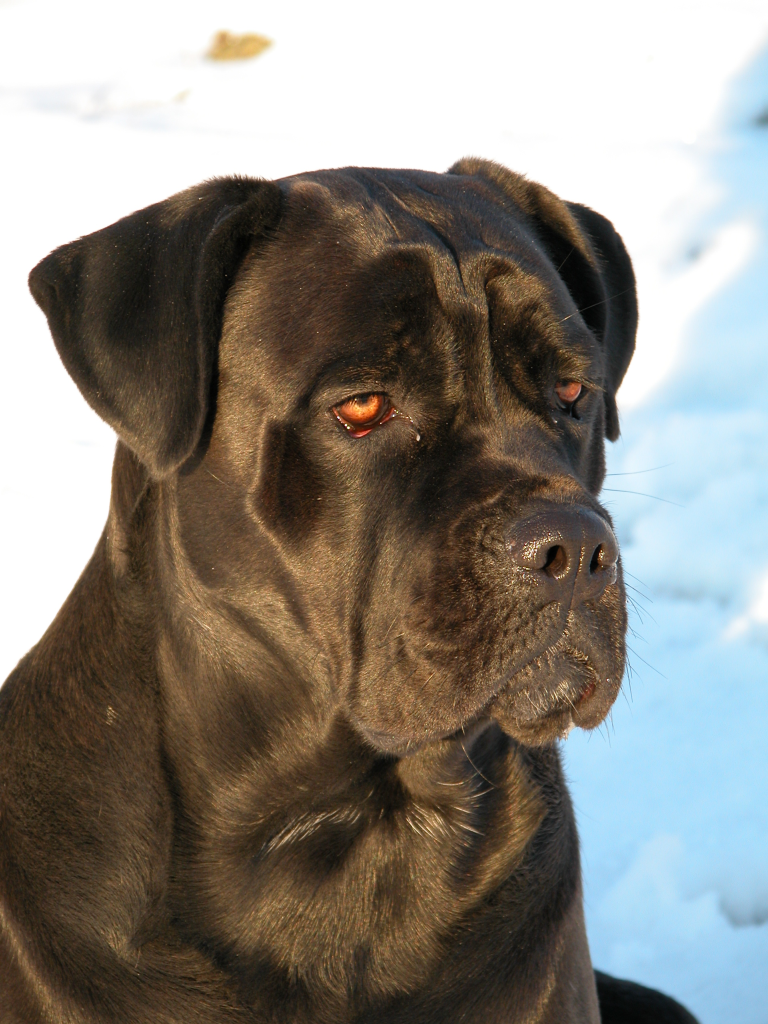
سر کانه کورسو که مشخصه اصلی این نژاد است

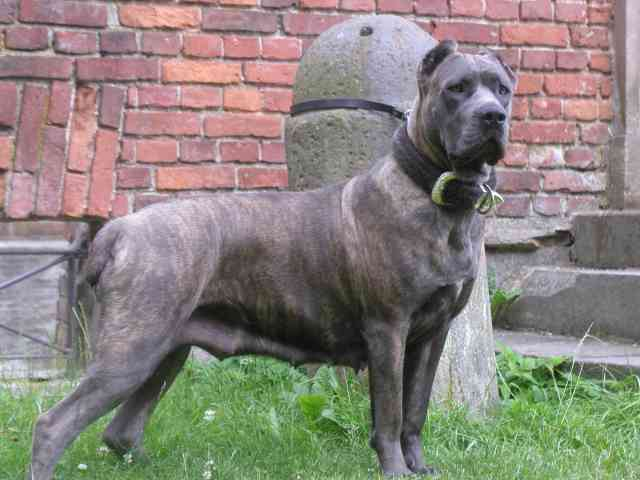
بدن کانه کورسو

کانه کورسو (به انگلیسی: Cane Corso) نام نژادی از سگ‌های اهلی ایتالیا است که نامش از ترکیب دو واژۀ ایتالیایی کانه (به معنی سگ) و کورسو (به معنی حیاط یا گارد) گرفته شده که همچنین به عنوان نژاد ماستیف ایتالیایی شناخته می‌شود.
کانه کورسو نژادی در ایتالیا باارزش است که سال‌ها به عنوان نگهبان، هَمدم و به منظور همراهی در شکار پرورش یافته است. کانه کورسو دارای بدنی عضلانی بوده ارتفاع آن بین ۶۲ تا ۷۰ سانتیمتر برای نرها و ۵۸ تا ۶۶ برای جنس ماده متغیر است.پوزه تقریباً صاف است. وزن بین ۴۵ تا ۵۰ کیلوگرم برای جنس نر و از ۴۰ تا ۴۵ کیلوگرم برای جنس ماده می‌باشد و طول عمر آن به ۱۰ تا ۱۲ سال می‌رسد.
در اثر عملیات اصلاح نژاد، دُم خود را تا حدودی از دست داده و دُم نهایتاً تا چهار مهره دارد. نیاز به نگهداری کمی داشته ولی برای انجام وظایف خاص باید بسیار خوب آموزش ببیند.

## نگارخانه

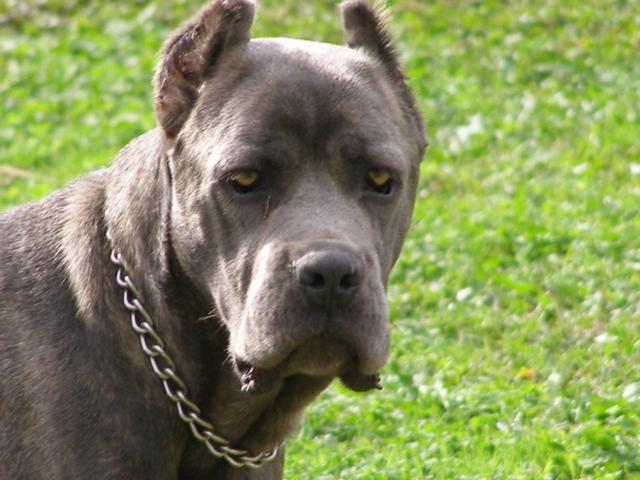
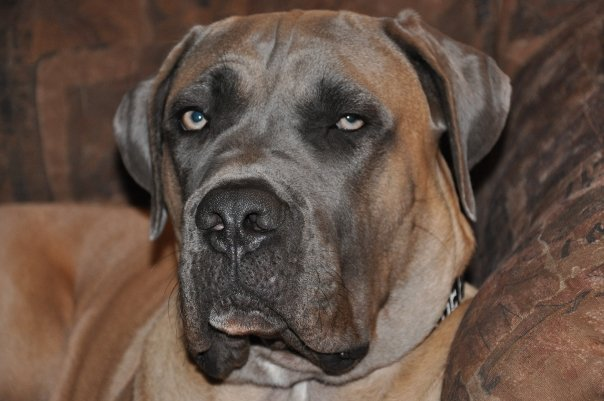
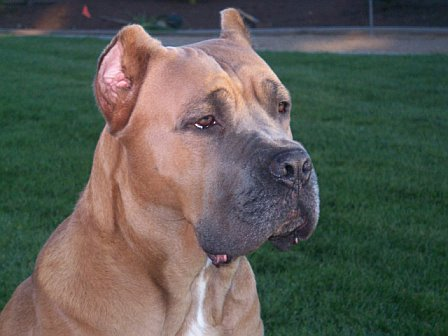
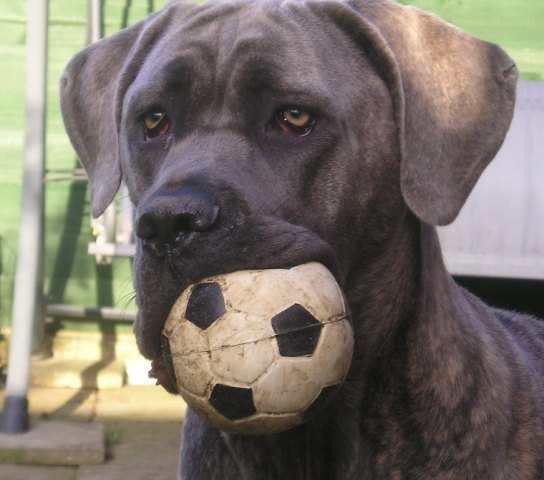
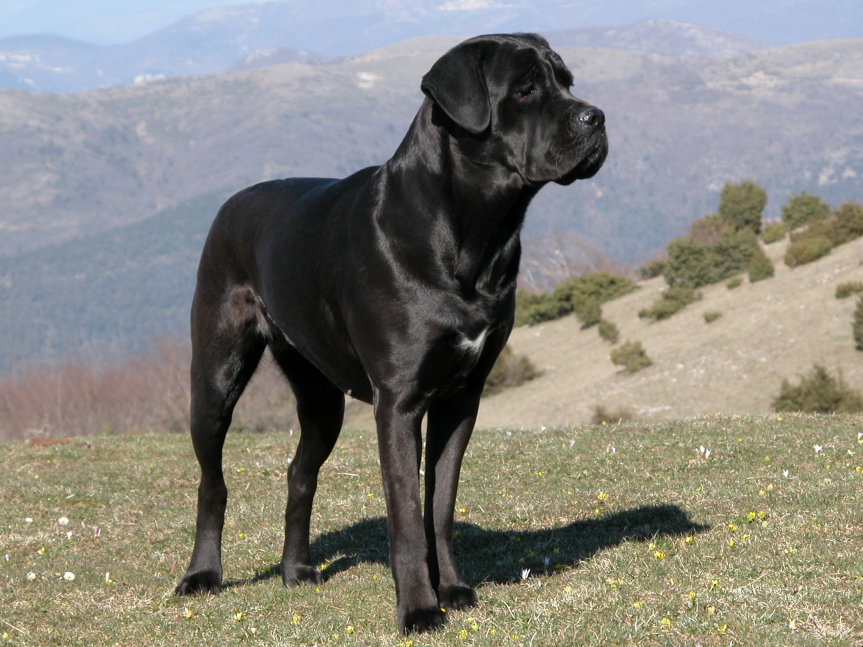
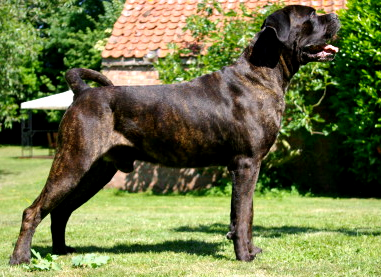